# Tityus serrulatus
Tityus serrulatus (лат. ; serrulatus «пильчатый, зазубренный»; порт. escorpião-amarelo «жёлтый скорпион») — скорпион семейства Buthidae, обитающий в Бразилии. Яд этого скорпиона отличается крайней токсичностью. Tityus serrulatus считается в Бразилии наиболее опасным для человека скорпионом. Известен тем, что его укусы являются причиной смерти детей. Размножается обычно партеногенетически.